# 鎮川郡

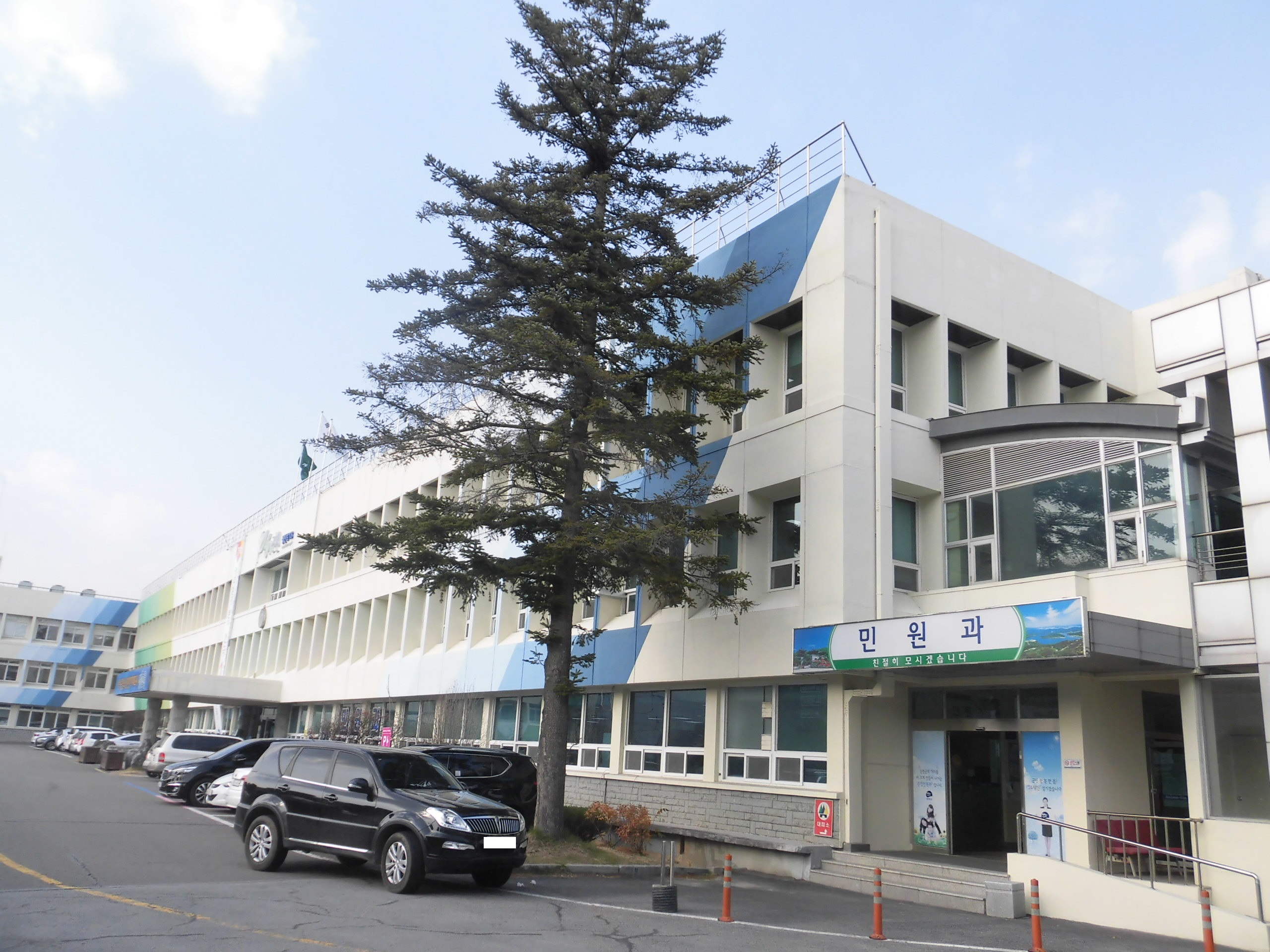
鎮川郡庁

鎮川郡（チンチョンぐん）は、大韓民国忠清北道の北西部にある郡である。西部を忠清南道と接している。

## 歴史
- 1914年4月1日 - 郡面併合により、鎮川郡に以下の面が成立（7面）。
  - 鎮川面・徳山面・梨月面・草坪面・万升面・文白面・栢谷面
- 1945年4月1日 - 清州郡北二面の一部（龍基里・龍山里・陳岩里・隠岩里）が草坪面に編入（7面）。
- 1973年7月1日 - 鎮川面が鎮川邑に昇格（1邑6面）。
- 1983年2月15日（1邑6面）
  - 徳山面・梨月面の各一部が鎮川邑に編入。
  - 徳山面の一部が草坪面に編入。
  - 万升面の一部が梨月面に編入。
- 2000年1月1日 - 万升面が広恵院面に改称（1邑6面）。
- 2014年8月16日（1邑6面）
  - 陰城郡孟洞面の一部（斗城里・新敦里の各一部）が徳山面に編入。
  - 徳山面の一部（斗村里・石帳里・玉洞里の各一部）が陰城郡孟洞面に編入。
- 2019年7月1日 - 徳山面が徳山邑に昇格（2邑5面）。

## 行政

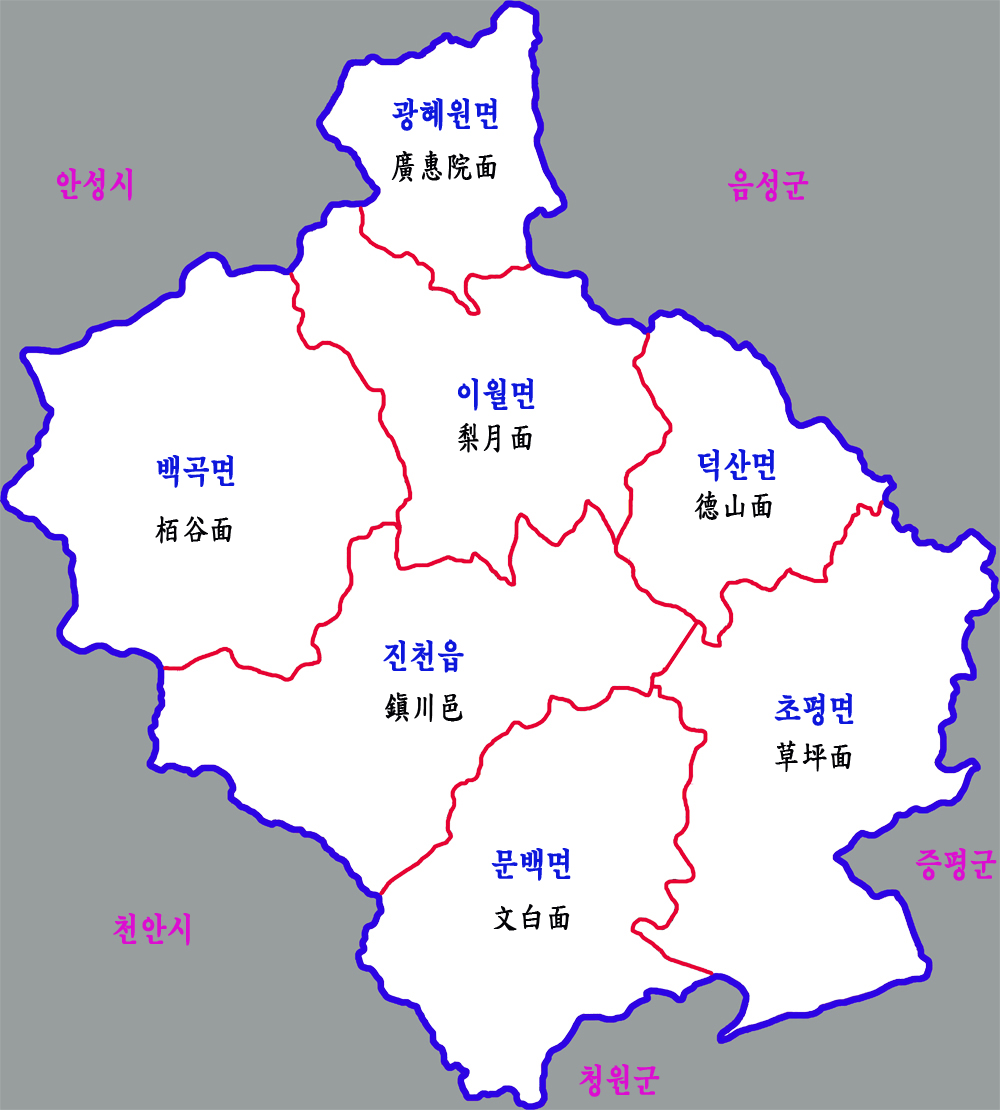
行政区域図

### 行政区域
| 邑・面   | 法定里 |
| -------- | --- |
| 鎮川邑   | 佳山里、建松里、校成里、錦岩里、文鳳里、碧岩里、士石里、山尺里、三徳里、上桂里、上新里、聖石里、松斗里、新井里、蓮谷里、院徳里、邑内里、長管里、芝岩里、杏井里 |
| 徳山邑   | 九山里、機田里、斗村里、山水里、石帳里、新尺里、玉洞里、龍夢里、仁山里、閑川里、合牧里、花上里                                                                 |
| 梨月面   | 内村里、老院里、東城里、美蚕里、沙谷里、沙堂里、三龍里、松林里、新渓里、新月里、長陽里、中山里                                                                 |
| 草坪面   | 琴谷里、新通里、蓮潭里、永九里、五甲里、龍基里、龍山里、龍亭里、隠岩里、中石里、陣岩里、画山里                                                                 |
| 広恵院面 | 広恵院里、鳩岩里、金谷里、実院里、月城里、竹峴里、会竹里 |
| 文白面   | 渓山里、亀山洞里、道下里、文徳里、鳳竹里、思陽里、玉城里、銀灘里、長月里、台洛里、平山里                                                                       |
| 栢谷面   | 葛月里、九水里、大門里、明岩里、沙松里、石峴里、城垈里、両白里、龍徳里                                                                                         |

### 警察
- 鎮川警察署

### 消防
- 鎮川消防署

## 交通

### 高速道路
- 統営-大田・中部高速道路
  - 鎮川インターチェンジ